# Adam Dołżycki
Adam Dołżycki (ur. 24 grudnia 1886 we Lwowie, zm. 9 września 1972 w Marktredwitz) – polski dyrygent, artysta muzyk, dyrektor teatrów operowych.
W latach 1896–1902 uczył się gry na skrzypcach, teorii muzyki i kompozycji w Konserwatorium Polskiego Towarzystwa Muzycznego we Lwowie. Następnie do 1912 kontynuował studia muzyczne w Berlinie, jednocześnie prowadząc tam polskie amatorskie chóry, np. Polskiego Towarzystwa Śpiewaczego "Harmonia". Przez pewien czas studiował także historię na Uniwersytecie Lwowskim. 28 września 1913 zadebiutował jako dyrygent przedstawienia Halki w Teatrze Wielkim w Warszawie. W Teatrze Wielkim dyrygował operami polskimi i Richarda Wagnera. W latach 1913–1915 był nauczycielem czytania partytur i dyrygowania w szkole Warszawskiego Towarzystwa Muzycznego im. Stanisława Moniuszki. W 1915 został ewakuowany do Rosji jako obywatel austriacki. Współpracował tam z Teatrem Polskim Arnolda Szyfmana, dyrygował orkiestrami symfonicznymi w Kisłowodsku i Piatigorsku oraz teatrem operowym w Baku. Po powrocie do Warszawy w 1918 należał do zarządzie Zrzeszenia Artystów i Pracowników Opery Warszawskiej, a w 1919 – do zarządu Związku Pracowników Opery, z którego ramienia był kierownikiem muzycznym i pierwszy dyrygentem Teatru Wielkiego. Od sierpnia 1919 do marca 1922 kierował działem operowym Teatru Wielkiego w Poznaniu, którego działalność zainaugurował 31 sierpnia 1919 przedstawieniem Halki. W Poznaniu wyreżyserował m.in. Damę pikową i Eugeniusza Oniegina Piotra Czajkowskiego, dokonał nowej inscenizacji Widm Stanisława Moniuszki. Od sierpnia 1923 do końca sezonu 1930/31 dyrygował w Teatrze Wielkim w Warszawie, m.in. Zygfrydem Richarda Wagnera, Borysem Godunowem Modesta Musorgskiego, Salome Richarda Straussa, Ucztą szyderców Umberto Giordano i Widmami. W maju 1930 dyrygował gościnnie Halką w Teatrze Narodowym w Pradze. W tym okresie Dziady (w 1927), Król Agis Juliusza Słowackiego i Kordian w 1930 były wystawiane w Teatrze Narodowym z jego ilustracją muzyczną, podobnie jak Książę Niezłomny w Teatrze Wielkim we Lwowie. 2 lutego 1929 Teatr Wielki w Poznaniu wystawił napisaną przez niego operę według powieści Krzyżacy Henryka Sienkiewicza. W sezonie 1930/1931 prowadził z Maurycym Janowskim klasę operową w warszawskim konserwatorium.
Od grudnia 1931 do kwietnia 1933 stał na czele Opery lwowskiej. Dyrygował wtedy m.in. Cyrulikiem sewilskim Gioacchina Rossiniego (we własnej inscenizacji), Aidą Giuseppe Verdiego, Orfeuszem w piekle Jacques’a Offenbacha i Tannhäuserem Richarda Wagnera. Przedstawienie Don Carlosa Giuseppe Verdiego 25 lutego 1933 było jubileuszem dwudziestolecia jego pracy artystycznej. Od września 1934 do 1937 sprawował ponownie funkcję pierwszego dyrygenta opery warszawskiej. W tej roli wystawił m.in. Erosa i Psyche Ludomira Różyckiego, Afrykankę Giacoma Meyerbeera, Martę albo jarmark w Richmondzie Friedricha von Flotowa, Iris Pietra Mascagniego i Dybuka Lodovica Rokki z udziałem chóru dziecięciego z warszawskiej synagogi. Świętował dwudziestopięciolecie pracy artystycznej przedstawieniem Tannhäusera. W sezonie 1937/1938 był kierownikiem artystycznym i pierwszym dyrygentem Opery Królewskiej w Sofii. W lipcu 1938 został kierownikiem artystycznym Opery warszawskiej (był też jej współdzierżawcą), a od lipca 1939 jej naczelnym dyrygentem.
Od 1940 do 1943 dyrygował zapowiadanymi po niemiecku koncertami w kawiarni Lardellego w Warszawie, a od jesieni 1940 – koncertami symfonicznymi w Teatrze Miasta Warszawy, w tym na rzecz rannych niemieckich żołnierzy 14 września 1941. Latem 1940 współorganizował widowiska muzyczne dla Niemców w Łazienkach. W jego orkiestrze występowali polscy i żydowscy muzycy, a w kawiarni Lardellego wykonywał fagmenty Halki. Jednocześnie nie zastosował się do zaleceń władz podziemia dotyczących żałoby po śmierci generała Władysława Sikorskiego. 7 października 1943 został skazany przez Komisję Sądzącą Walki Podziemnej Okręgu Warszawskiego AK na karę infamii za współpracę z propagandą niemiecką oraz służalczość wobec okupanta. W czasie powstania warszawskiego przebywał w niewoli polskiej na terenie elektrowni warszawskiej i pracował przy uprzątaniu gruzów. Po powstaniu był więźniem obozu przejściowego w Pruszkowie. Po II wojnie światowej mieszkał w Bawarii.

## Ordery i odznaczenia
- Złoty Krzyż Zasługi (30 stycznia 1930)[1]